# Open di Francia
L'Open di Francia di tennis, noto come Roland Garros (IPA: [ʁɔlɑ̃ ɡaʁos]), è il secondo dei tornei del Grande Slam in ordine cronologico, tenendosi tra fine maggio e inizio di giugno a Parigi in Francia.
Si svolge nello Stade Roland Garros, impianto intitolato all'omonimo aviatore dell'aeronautica francese nella prima guerra mondiale; la superficie di gioco è la terra rossa: è il solo torneo del Grande Slam che si svolge su questa superficie dopo l'abbandono della Terra verde (Har-Tru) da parte dello US Open del 1978. La prima edizione si svolse nel 1891 e da allora si tiene con cadenza annuale; fino al 1924 era riservato ai soli tennisti francesi, oppure soci di un club di tennis francese; dal 1925 l'evento è stato aperto ai tennisti di tutto il mondo.

## Storia

### Campionati francesi di tennis

#### Prime edizioni
La prima edizione del campionato internazionale di tennis di Francia si tenne a Parigi nel 1891. Fu organizzato dall'Union des Sociétés Françaises des Sports Athlétiques sui campi del Racing Club de France. Il primo torneo si svolse in un solo giorno, in cui parteciparono solo cinque giocatori. Il britannico H. Briggs si impose nel torneo del singolare maschile, l'unico torneo disputato. Tre partecipanti si incontrarono per contendersi il primo torneo femminile nel 1897 dove prevalse Adine Masson. Nel 1902 fu creato il torneo di doppio misto e nel 1907 il doppio femminile. Nel 1912 si disputarono i campionati del mondo sulla terra rossa, su iniziativa del produttore di palle da tennis e mecenate Duane Williams. Questo torneo mise in ombra il campionato internazionale di tennis di Francia, fino alla sua fine nel 1923. I campionati di tennis francesi erano riservati, fino al 1924 compreso, ai giocatori francesi e agli stranieri iscritti in un club francese. Il torneo si svolse alternativamente negli impianti del Racing Club de France e dello Stade français fino al 1927.

#### Debutto del torneo maschile

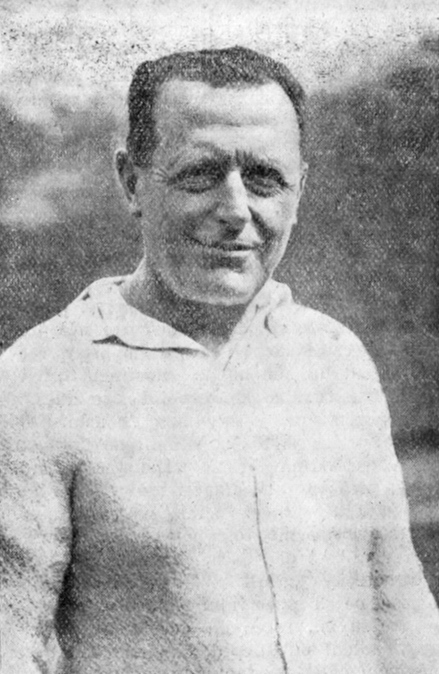
Il vincitore della 2ª edizione del torneo Jean Schopfer.

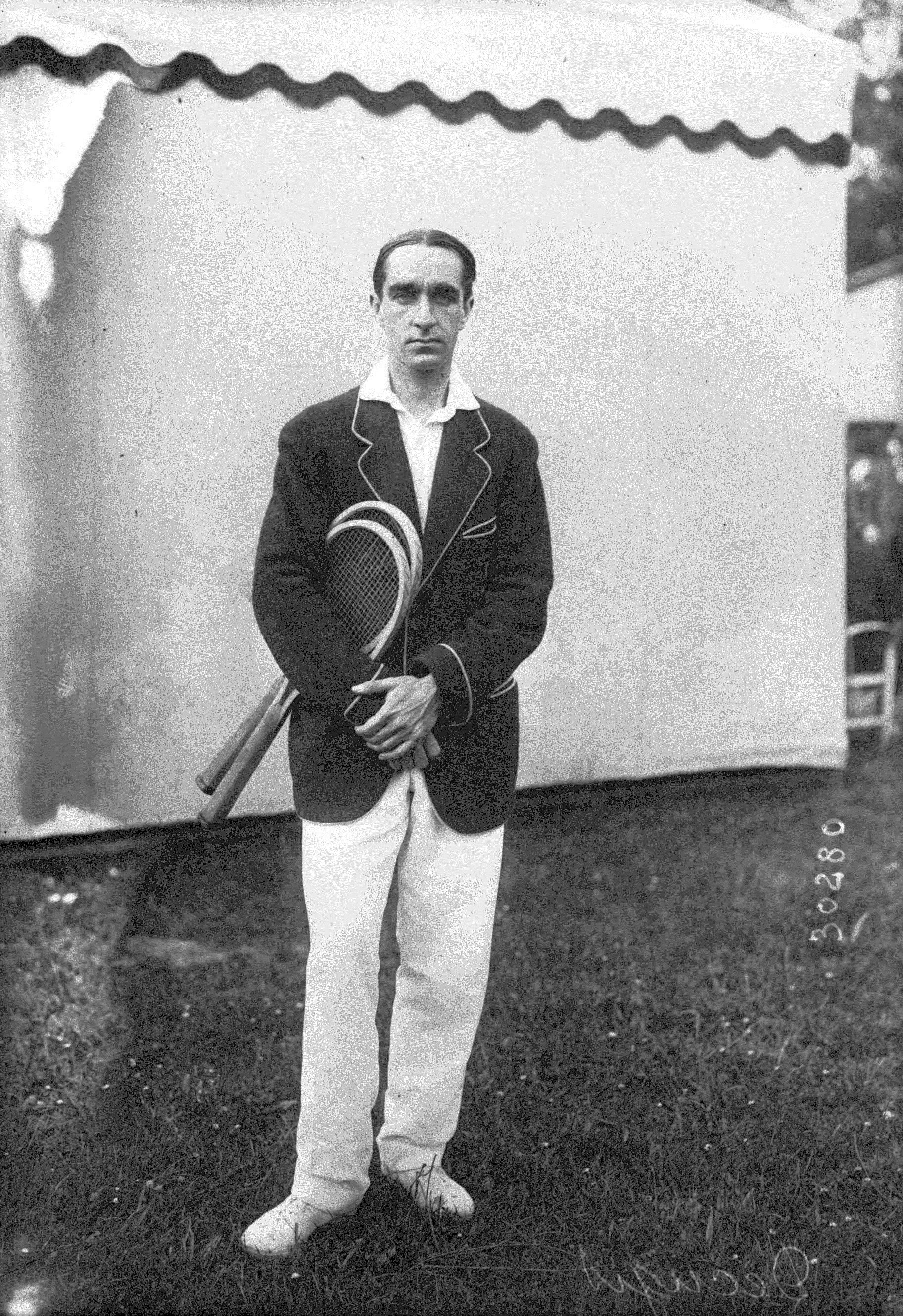
Max Décugis plurivincitore del torneo.

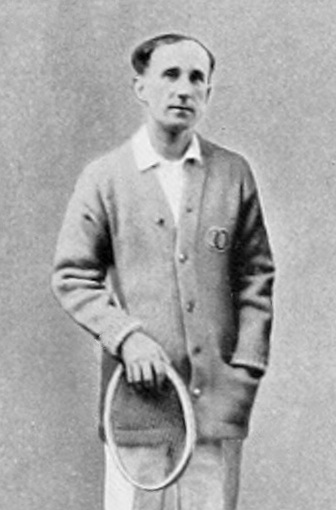
Maurice Germot plurivincitore del torneo.

Nella seconda edizione 1892 Jean Schopfer divenne il primo francese a vincere il torneo. Lo stesso fu finalista nel 1893, perdendo contro Laurent Riboulet. André Vacherot vinse le edizioni del 1894, 1895 e 1896. Dal 1897 al 1900 Paul Aymé vinse quattro edizioni consecutive. Nel 1901, per la prima edizione del ventesimo secolo, André Vacherot sconfisse Paul Lebréton che non riuscì ad aggiudicarsi il titolo nella sua terza finale. Michel Vacherot, fratello del quadruplice vincitore André Vacherot, vinse il torneo nel 1902 contro Max Décugis prima che questi vincesse più volte la competizione. Nel 1903, infatti, Max Décugis dominò André Vacherot. Gli stessi due giocatori si incontrarono in finale l'anno successivo e il risultato fu lo stesso. Nel 1905 e 1906 Maurice Germot dominò la concorrenza. Décugis trionfò nel 1907, 1908 e 1909, quest'ultima edizione venne disputata a Bordeaux. Il torneo ritornò a Parigi nel 1910. Germot ottenne il terzo titolo dopo aver battuto in finale François Blanchy. Raggiunse la finale di nuovo nel 1911, ma André Gobert vinse il match aggiudicandosi il suo primo campionato di Francia. Décugis vinse il torneo ancora tre volte nel 1912, 1913 e 1914 sconfiggendo André Gobert, Georges Gault e Jean Samazeuilh nei tornei del periodo prebellico.

#### Da Masson a Broquedis, le prime vincitrici

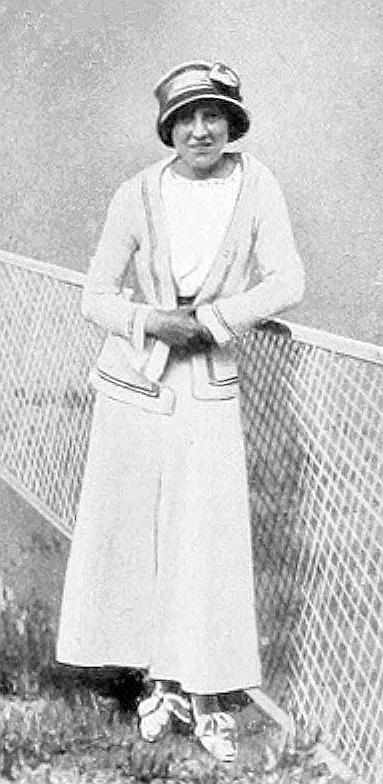
Marguerite Broquedis.

Adine Masson vinse nel 1897, 1898 e 1899, le prime tre edizioni del torneo di singolare femminile. Vinse la prima finale contro Suzanne Girod col punteggio di 6–3, 6–1. Nel 1900, Hélène Prévost divenne la seconda vincitrice del torneo. Girod, finalista nella prima edizione, vinse il torneo nel 1901 contro la Leroux. La triplice vincitrice Adine Masson vinse il torneo altre due volte nel 1902 e 1903, prima contro Girod, poi contro Kate Gillou Fenwick, la quale ottenne la sua rivincita contro Masson nella successiva edizione prima di vincere il titolo altre due volte contro de Pfeffel nel 1905, e poi nel 1906 contro la britannica Virginia MacVeagh che fu la prima straniera a raggiungere la finale.
La contessa di Kermel vinse il torneo nel 1907, battendo in finale D'Elva. Kate Fenwick Gillou si aggiudicò il suo quinto e ultimo titolo nel 1908 contro A. Péan. Jeanne Matthey superò il record di vittorie consecutive di Adine Masson, che aveva vinto il torneo per tre edizioni consecutive dal 1897 al 1899, vincendo il torneo per quattro volte consecutivamente tra il 1909 e il 1912. Dopo le finali perse nel 1910 e nel 1911, Marguerite Broquedis si prese la rivincita nel 1913, sconfiggendo Matthey in finale, ponendo fine alla striscia vincente della sua avversaria. Per quello che sarà l'ultima edizione prima della prima guerra mondiale Broquedis confermerà la sua vittoria sconfiggendo Suzanne Lenglen, che aveva all'epoca 14 anni e mezzo e che diventerà la prima stella del tennis internazionale dopo la prima guerra mondiale.

#### Il periodo di transizione e il dominio della Lenglen

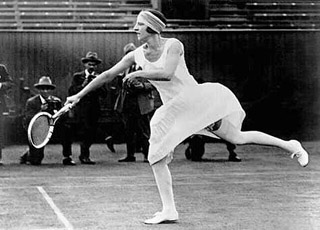
Suzanne Lenglen a cui è dedicato il 2° campo dello Stade Roland Garros.

Il campionato internazionale di tennis di Francia per dilettanti riprese nel 1920. I vincitori delle edizioni disputate prima della guerra erano ancora presenti. Nella finale del 1920 André Gobert vinse il suo secondo titolo contro Max Décugis in cinque set. Nel 1921 l'americano Bill Tilden, numero 1 del mondo, giocò a Parigi per la prima volta, però non riuscì a raggiungere la finale che fu contesa tra il vincitore Jean Samazeuilh e André Gobert. Samazeuilh raggiunse la finale anche nel 1922 ma perse contro Henri Cochet.
Nel 1923 François Blanchy a trentasette anni sconfisse Max Décugis che ne aveva quarantuno. Questa fu l'ultima finale di Décugis e la fine di un periodo in cui a dominare era il tennis francese. I primi anni venti furono segnati da nuovi giocatori. Nel 1924 si tenne l'ultima edizione del Campionato francese di tennis che si disputò al Croix-Catelan prima della creazione degli Internazionali di Francia. Due "moschettieri" raggiunsero la finale: René Lacoste che sconfisse Jean Borotra. La scomparsa dei campionati di tennis sulla terra rossa avviò un dibattito sull'apertura ai giocatori stranieri. Infine fu presa la decisione di aprire il torneo ai giocatori dilettanti stranieri a partire dall'edizione del 1925.
I primi anni venti, periodo di transizione nel tennis maschile, furono dominati da Suzanne Lenglen fra le donne. Dal 1920 al 1923, vinse il torneo per quattro volte: la prima dopo aver sconfitto in finale Marguerite Broquedis che l'aveva battuta nel 1914, nei successivi tre batté Germaine Golding (per abbandono nel 1921). Nel 1924 Lenglen, ammalata di ittero, non poté partecipare al torneo e Julie Vlasto vinse la finale contro Jeanne Vaussard. Poi nel 1925 e 1926 Lenglen vinse il torneo prima di diventare professionista.

### La creazione degli Internazionali di Francia
La prima edizione degli Internazionali di Francia si svolse nel parco di Saint-Cloud nel 1925. Dopo la vittoria dei quattro moschettieri francesi nella Coppa Davis del 1927 si decise di costruire lo Stade Roland Garros per organizzare la rivincita. Si decise di utilizzare un sito di tre ettari, nei pressi della Porte d'Auteuil, messo a disposizione dallo Stade français con la condizione che portasse il nome di uno dei suoi membri. Fu scelto così Roland Garros, aviatore morto in guerra dieci anni prima, il 5 ottobre 1918, poco prima della fine della prima guerra mondiale, famoso per aver stabilito diversi primati di volo. Lo stadio fu inaugurato nel 1928.

#### I 4 Moschettieri

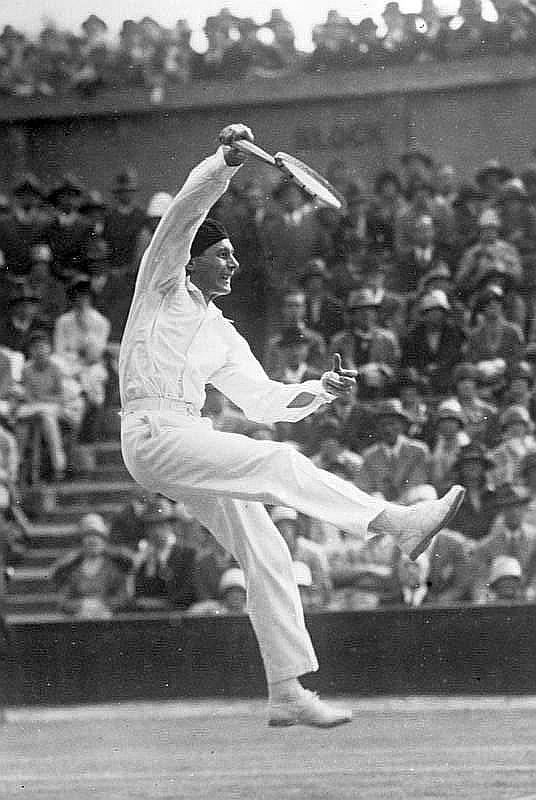
Jean Borotra.
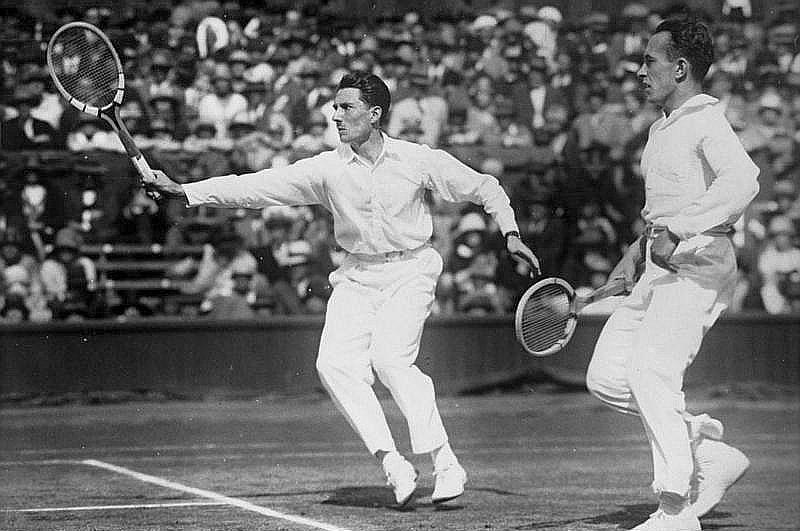
Henri Cochet e Jacques Brugnon.
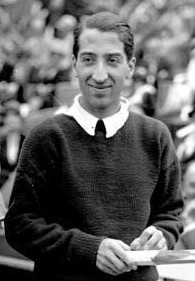
René Lacoste.

Henri Cochet fu il primo dei quattro moschettieri a vincere il torneo nel 1922, diversi anni prima della serie impressionante di vittorie della Francia in Coppa Davis. In finale sconfisse un altro francese, Jean Samazeuilh. Nel 1924 due moschettieri si diedero battaglia per vincere quella che fu l'ultima finale del Campionato francese di tennis dilettante: Jean Borotra vinse in cinque set su René Lacoste. Nel 1925 furono creati gli Internazionali di Francia. Le prime otto edizioni furono vinte da uno dei quattro moschettieri. Nel 1925 a Saint-Cloud Lacoste si prese la sua rivincita contro Borotra dominando la finale per 7–5, 6–1, 6–4. Lacoste perse l'anno successivo contro Cochet, che vinse il suo secondo titolo. Dopo una partita molto lunga Lacoste batté l'americano Bill Tilden con il punteggio di 6–4, 4–6, 5–7, 6–3, 11–9, nella finale del 1927 con gli spalti - che potevano contenere più di 5000 spettatori - pieni.
Nel 1928 Cochet batté di nuovo Lacoste. Nella successiva edizione, Lacoste batté Borotra ponendo fine alla serie di vittorie di Cochet. L'edizione del 1930 fu segnata dal ritorno di Bill Tilden che in finale perse questa volta contro Cochet, alla sua quarta vittoria. Nel 1931 Borotra vinse il suo ultimo titolo del Grande Slam da singolarista (e primo titolo dei campionati di Francia dopo che erano divenuti Internazionali) contro Christian Boussus. Nel 1932 Cochet vinse la sua quinta e ultima edizione da dilettante contro l'italiano Giorgio De Stefani. Nel 1933, l'australiano Jack Crawford diventò il primo straniero a vincere gli Internazionali di Francia battendo il francese Cochet.

#### Le nuove campionesse: Wills, Scriven, Sperling e Mathieu

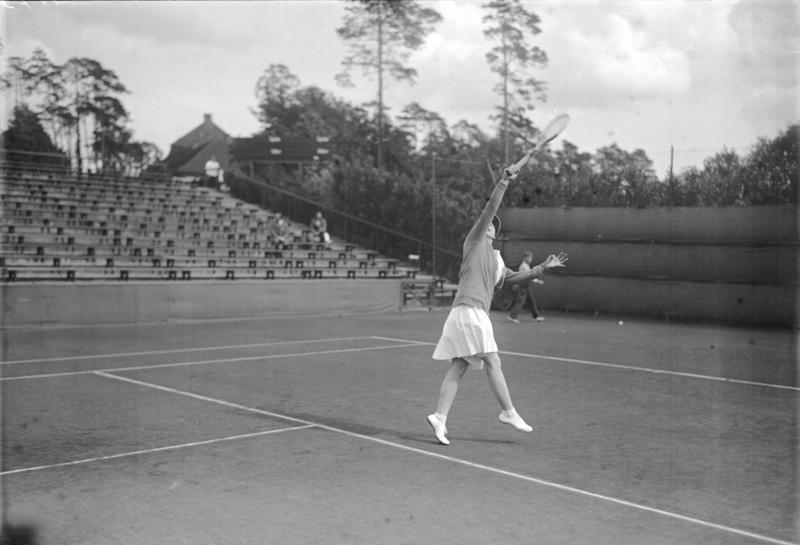
Helen Wills Moody.

Nella prima edizione femminile degli Internazionali di Francia nel 1925, Suzanne Lenglen continuò il suo dominio del tennis mondiale. Nella finale vinse contro Kathleen McKane per 6–1, 6–2 diventando la prima vincitrice degli Internazionali di Francia. La successiva edizione Lenglen si ripeté con la vittoria su Mary Browne. Nel 1927 Cornelia Bouman divenne la prima straniera e l'unica olandese a vincere il torneo. In finale sconfisse l'altra straniera Irene Peacock, col punteggio di 6–2, 6–4. La più grande giocatrice del torneo nella fine degli anni venti fu senza dubbio Helen Wills. Fu la prima a vincere tre edizioni consecutive del torneo. La serie cominciò nel 1928 con la vittoria in finale contro Eileen Bennett. L'anno successivo sconfisse la francese Simonne Mathieu che aveva raggiunto la prima delle sue otto finali in singolare nel torneo.
Nel 1930 Helen Wills ebbe la sua terza consacrazione consecutiva contro Helen Hull Jacobs. L'edizione del 1931 finì la sua serie di vittorie consecutive, infatti fu Cilly Aussem a vincerla battendo in finale Betty Nuthall. Helen Wills vinse il quarto e ultimo torneo nel 1932, dopo aver sconfitto Simonne Mathieu, che perse la sua seconda finale. Mathieu fallirà di nuovo la finale l'anno successivo contro Margaret Scriven che vinse il torneo di nuovo nel 1934. Hilde Sperling vinse tra il 1936 e il 1938 battendo per tre volte consecutive in finale Simonne Mathieu. Mathieu, dopo aver perso sei finali (1929, 1932, 1933, 1935, 1936 e 1937), raggiunse il titolo nel suo settimo tentativo nel 1938 vincendo contro Nelly Adamson Landry.
In quello stesso anno realizzò una tripletta storica vincendo anche il doppio femminile e doppio misto. Simonne Mathieu vinse il singolare anche nel 1939 contro Jadwiga Jędrzejowska in quella che sarebbe stata l'ultima finale prima della pausa imposta dalla seconda guerra mondiale. Tra il 1933 e il 1939 Simonne Mathieu vinse il torneo per sei volte nel doppio femminile, mancando la vittoria solo nel 1935, i primi due anni insieme ad Elizabeth Ryan, nel 1936, 1937 e 1938 con Billie Yorke. Nel 1937 e il 1938 vinse anche il torneo di doppio misto con Yvon Petra e Dragutin Mitic rispettivamente. Nel corso della sua ultima vittoria nella competizione nel 1939, la sua partner era Jadwiga Jędrzejowska, la finalista che aveva battuto nel singolare. La coppa oggi consegnata alle vincitrici del doppio femminile e dal 2019 il terzo stadio dell'impianto Stade Roland Garros portano il nome di Simonne Mathieu.

#### Prima della Seconda Guerra Mondiale
Dopo l'era dei quattro moschettieri, Gottfried von Cramm dominò sulla terra rossa del Roland Garros. Il tedesco batté in cinque set Jack Crawford nel 1934. L'anno successivo cedette a Fred Perry prima di batterlo nel 1936. Dopo la doppia vittoria di von Cramm, Henner Henkel vinse nel 1937 il suo primo e unico trofeo contro Bunny Austin. Nel 1938 Donald Budge divenne il primo giocatore a realizzare il Grande Slam. Questo richiese la vittoria a Parigi contro Roderick Menzel nella terza finale tedesca in tre edizioni. L'ultima edizione prima della guerra venne vinta dall'americano Don McNeill che ebbe la meglio sul connazionale Bobby Riggs.

### Dalla Seconda Guerra Mondiale all'Era Open

#### Torneo durante la guerra
Durante la guerra il torneo conobbe uno dei capitoli più bui della sua storia. Lo stadio fu requisito dal regime di Vichy e divenne uno dei tre centri di Parigi per la detenzione degli oppositori, insieme alla Prison de la santé e il Vél d'Hiv. Nel 1941 gli Internazionali di Francia furono chiamati torneo di Francia. Solo i francesi poterono partecipare a questi tornei. Il francese Bernard Destremau vinse il torneo nel 1941 e 1942 prima di andare a combattere al fronte. Di ritorno dalla guerra Yvon Petra riuscì a vincere dal 1943 al 1945. Questi cinque eventi sono stati dimenticati.

#### Il Dopoguerra e le vittorie americane

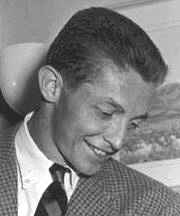
L'americano Tony Trabert.

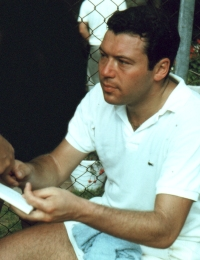
Nicola Pietrangeli, vincitore 2 volte del torneo

Il torneo ritornò ufficialmente nel 1946. Non vi fu una significativa partecipazione straniera in queste prime edizioni del dopoguerra:Jack Kramer, Dinny Pails e Geoff Brown stavano preparando la finale di Coppa Davis. Contro ogni pronostico vinse Marcel Bernard. Nella finale Jaroslav Drobný si era rapidamente portato due set a zero, ma il francese ribaltò la situazione, prevalendo infine con il punteggio di 3–6, 2–6, 6–1, 6–4, 6–3. Già vincitore del doppio maschile con Jean Borotra nel 1936, egli non vinse solo il torneo di singolare, ma anche il doppio con l'amico e socio Yvon Petra. Marcel Bernard vinse il doppio misto nel 1935 con Billie Yorke e nel 1936 con Lolette Payot. L'ungherese József Asbóth vinse il torneo nel 1947 battendo il sudafricano Eric Sturgess. Successivamente gli americani cominciarono a dominare la concorrenza. Poco dopo la seconda guerra mondiale i migliori tennisti americani si recarono in Europa. Nel 1948 l'americano Frank Parker fu incoronato vincitore. Già finalista nel 1946 Jaroslav Drobný dovette cedere a Frank Parker che vinse anche l'edizione successiva, battendo il suo connazionale Budge Patty. Finalista l'anno precedente Patty vinse il torneo nel 1950 dopo una battaglia di cinque set finita col punteggio di 6–1, 6–2, 3–6, 5–7, 7–5, contro Drobný che perse la sua terza finale.
Drobný vinse la finale del 1951 terminando la sua serie negativa di finali perse battendo Eric Sturgess, già finalista nel 1947. Jaroslav Drobný vinse il titolo per la seconda volta nel 1952 battendo l'australiano Frank Sedgman. Ken Rosewall vinse il torneo amatoriale del 1953 prima di vincere il torneo professionale contro l'americano Vic Seixas. Nel 1954 e nel 1955 vinse Tony Trabert. La prima volta contro l'americano Arthur Larsen poi contro Sven Davidson, il primo di una lunga lista di svedesi che hanno raggiunto la finale. Sven Davidson perse nuovamente in finale nel 1956 contro Lew Hoad. Il due volte finalista Sven Davidson fu incoronato vincitore nel 1957 sconfiggendo l'americano Herbert Flam, finalista del 1950. Il dominio australiano non decollò alla fine del 1950; nonostante ciò l'australiano Mervyn Rose batté in finale il cileno Luis Ayala nel 1958. Nicola Pietrangeli vinse il torneo due volte nel 1959 e nel 1960 contro Ian Vermaak e Luis Ayala. Pietrangeli raggiunse la finale anche nel 1961, ma perse contro Manuel Santana.
Anche il torneo femminile riprese nel 1946. Per la prima edizione femminile del Dopoguerra, due americane raggiunsero la finale. Margaret Osborne sconfisse Pauline Betz e così la Osborne divenne la seconda americana dopo Helen Wills a vincere gli Internazionali di Francia. Nel 1947 la conclusione fu la stessa, le americane dominarono la competizione. Patricia Canning Todd sconfisse Doris Hart. La francese Nelly Adamson Landry raggiunse la prima vittoria francese nel torneo di singolare femminile del dopoguerra. Già finalista nel 1938, eliminò la sua nuova avversaria Shirley Fry Irvin dieci anni più tardi. Nelly Adamson Landry raggiunse la finale nel 1949 e sconfisse la vincitrice della prima edizione del dopoguerra Margaret Osborne. La statunitense batté la francese in due set. Le quattro finali seguenti videro sempre opporsi due americane. Doris Hart raggiunse la finale quattro volte consecutive nel 1950, 1951, 1952 e 1953, sconfiggendo Patricia Canning Todd nel 1950 e Shirley Fry Irvin l'anno seguente. La finale del 1952 fu la riedizione della finale dell'anno precedente, anche questa volta vinse Doris Hart, privando Shirley Fry del suo secondo trionfo consecutivo alle Porte d'Auteuil.
Nel 1953 Doris Hart si oppose senza successo su Maureen Connolly che vinse nella finale del 1954 contro la francese Ginette Bucaille. Nel 1955 la britannica Angela Mortimer pose fine alla striscia di sei vittorie consecutive americane. Dopo aver perso il primo set capovolse gli esiti dell'incontro vincendo i successivi due set. Mortimer arrivò nella finale l'anno successivo, ma non riuscì ad essere al massimo della sua condizione e cedette a Althea Gibson. Shirley Bloomer Brasher trionfò sulla terra rossa di Parigi nel 1957. Dorothy Head Knode perse in finale e non riuscì ad arrivare in finale dopo il 1955. La britannica Shirley Bloomer Brasher arrivò in finale di nuovo nel 1958 per difendere il suo titolo, ma cedette dopo un match di tre set all'ungherese Zsuzsa Körmöczy, che non riuscì a difendere il suo titolo l'anno successivo perché fu battuta da Christine Truman. Nel 1960 e nel 1949 la messicana Yola Ramírez Ochoa raggiunse la finale, ma entrambe le volte fu sconfitta, prima dalla statunitense Darlene Hard e poi dalla britannica Ann Haydon Jones.

#### Il decennio australiano

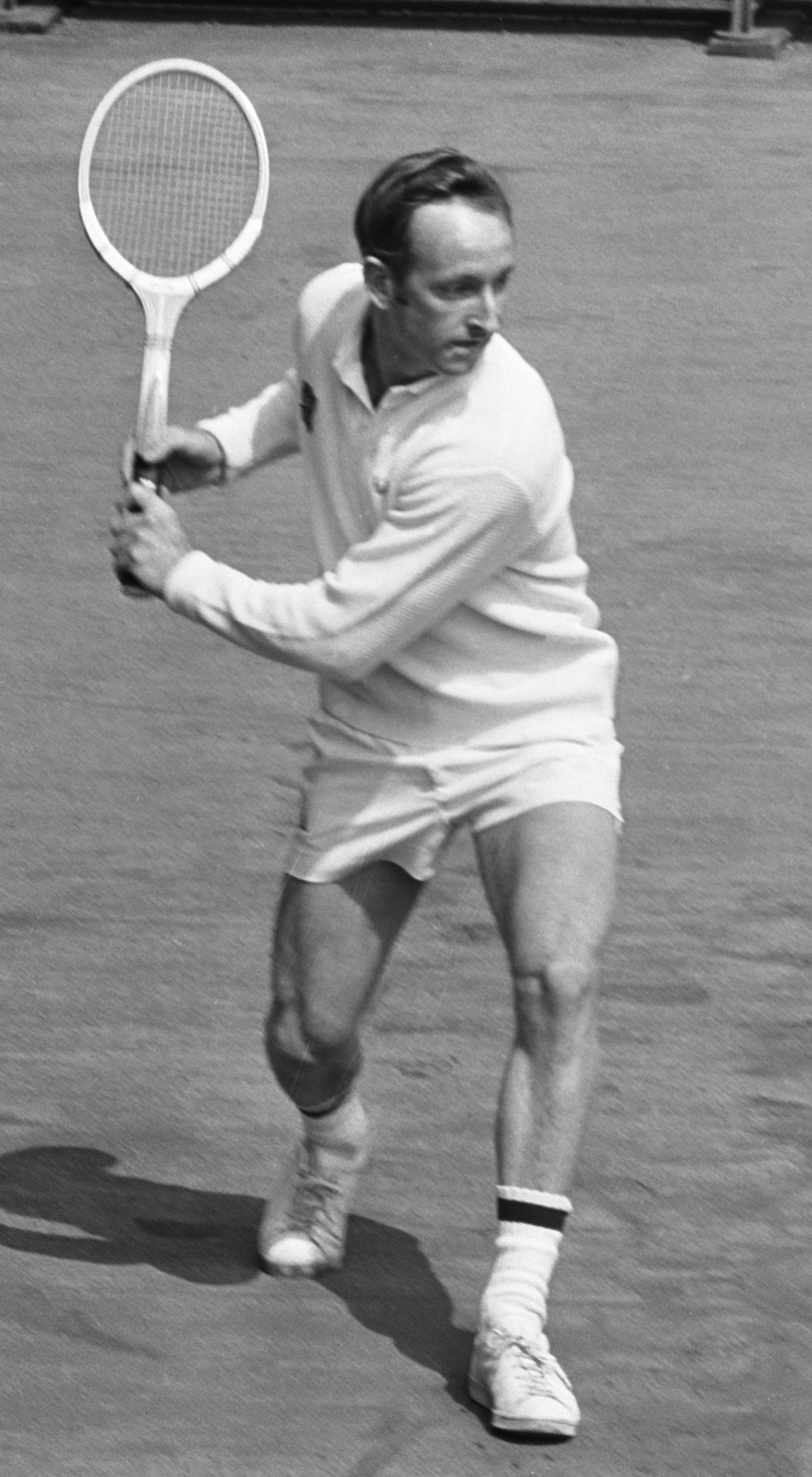
Rod Laver vincitore dei 4 tornei del Grande Slam nel 1962 e nel 1969.

Dopo le vittorie di Nicola Pietrangeli (1959, 1960) e Manuel Santana (1961), gli anni sessanta furono dominati dagli australiani. L'Australia, che era già stata alla ribalta nel 1956 con l'incoronazione di Lew Hoad, divenne la prima nazione al mondo nel tennis.
Nel 1962 l'australiano Rod Laver realizzò una prodezza: vincere ogni torneo del Grande Slam. Questa impresa passò anche attraverso la vittoria al Roland Garros dove sconfisse il suo connazionale Roy Emerson; quest'ultimo si portò subito a condurre per due set a zero (6–3, 6–2), ma Laver vinse il terzo set per 6–3, il combattuto quarto per 9–7 e si aggiudicò il quinto e la partita con un 6–2 finale. Ad Emerson andò meglio l'anno successivo quando batté in finale il francese Pierre Darmon. Nel 1964 nessun australiano raggiunse la finale perché arrivarono in fondo alla competizione i già vincitori Manuel Santana e Nicola Pietrangeli, dove prevalse il primo.

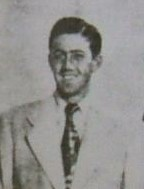
L'australiano Ken Rosewall.

Tra il 1965 e il 1969 cinque australiani diversi vinsero il torneo, e in quattro occasioni su cinque contro un altro australiano. Questo dominio divenne evidente nel 1965 quando l'australiano Fred Stolle sconfisse il connazionale Tony Roche. Roche vinse il torneo l'anno successivo contro l'ungherese István Gulyás in tre set. Roy Emerson vinse il suo secondo titolo nel 1967 contro Roche, che perse nuovamente la finale. Nell'ultima edizione riservata ai dilettanti il vincitore, Emerson ottenne un buono del valore di 900 franchi con il quale aprì un negozio. Nel 1968 Ken Rosewall conquistò il primo titolo Open. Vincitore in numerose occasioni nei tornei professionali, si dimostrò uno dei migliori se non il migliore giocatore sul rosso a quei tempi. Batté Rod Laver e intascò un assegno di 100.000 franchi. Laver, dopo questa sconfitta, mostrò anche che lui di essere un campione e si prese la rivincita contro il suo rivale Rosewall nell'edizione successiva.
Nel torneo femminile come per la parte maschile dominarono le australiane. Nel 1962 Margaret Smith Court vinse il suo primo torneo contro Lesley Bowrey, anch'essa australiana, battendola in tre set. A sua volta Lesley Bowrey vinse il suo primo trofeo nella finale contro Ann Haydon Jones, già finalista del 1961. Nel 1964 Maria Bueno fu sconfitta da Margaret Smith Court che raggiunse la sua seconda vittoria al Roland Garros. Nel 1965 el finaliste del 1962 si reincontraron, ma a parti invertite, infatti stavolta fu Lesley Bowrey a battere Margaret Smith Court. Per Bowrey fu la seconda e ultima vittoria al torneo parigino dello Slam. Ann Haydon Jones batté Nancy Richey nel 1966; la francese Françoise Dürr batté Lesley Bowrey, due volte vincitrice, nell'ultima edizione del torneo riservata alle dilettanti.
Molti giocatori ufficialmente dichiaratisi professionisti non avevano potuto partecipare al torneo in quanto, prima dell'inizio dell'era open, lo stesso era riservato ai dilettanti. Tra i giocatori professionisti a cui non era stato permesso di competere al torneo c'erano, in ordine cronologico, Karel Koželuh, Bill Tilden (dal 1931), Hans Nüsslein, Henri Cochet (dal 1933) Ellsworth Vines (dal 1934), Fred Perry (dal 1937), Donald Budge, (dal 1939), Bobby Riggs e Frank Kovacs (dal 1942), Jack Kramer (dal 1948), Pancho Segura (dal 1948), Frank Parker (dal 1950), Pancho Gonzales (dal 1950), Frank Sedgman (dal 1953) Tony Trabert (dal 1956), Ken Rosewall (dal 1957), Lew Hoad (da 1958), Andrés Gimeno (dal 1961), Rod Laver (dal 1963).
Per i professionisti era stato organizzato il French Pro Championship del quale dal 1930 al 1968 si erano già svolte 21 edizioni. Il primo a vincere nel 1930 fu Karel Koželuh, mentre Bill Tilden, Henri Cochet, Don Budge e Hans Nüsslein furono tra i vincitori prima della guerra. Dal 1956 al 1959 vinse Tony Trabert, unico non australiano a vincere il torneo professionale nel dopoguerra. Mentre gli australiani dominavano il torneo amatoriale, Ken Rosewall vinse il torneo dal 1958 al 1966 tranne nel 1959. Rod Laver, sconfitto da Rosewall nelle edizioni del 1963, 1964, 1965 e 1966, vinse le ultime due edizioni del torneo nel 1967 e 1968 prima della creazione del torneo "Open".

### L'era Open

#### Gli Internazionali diventano Open

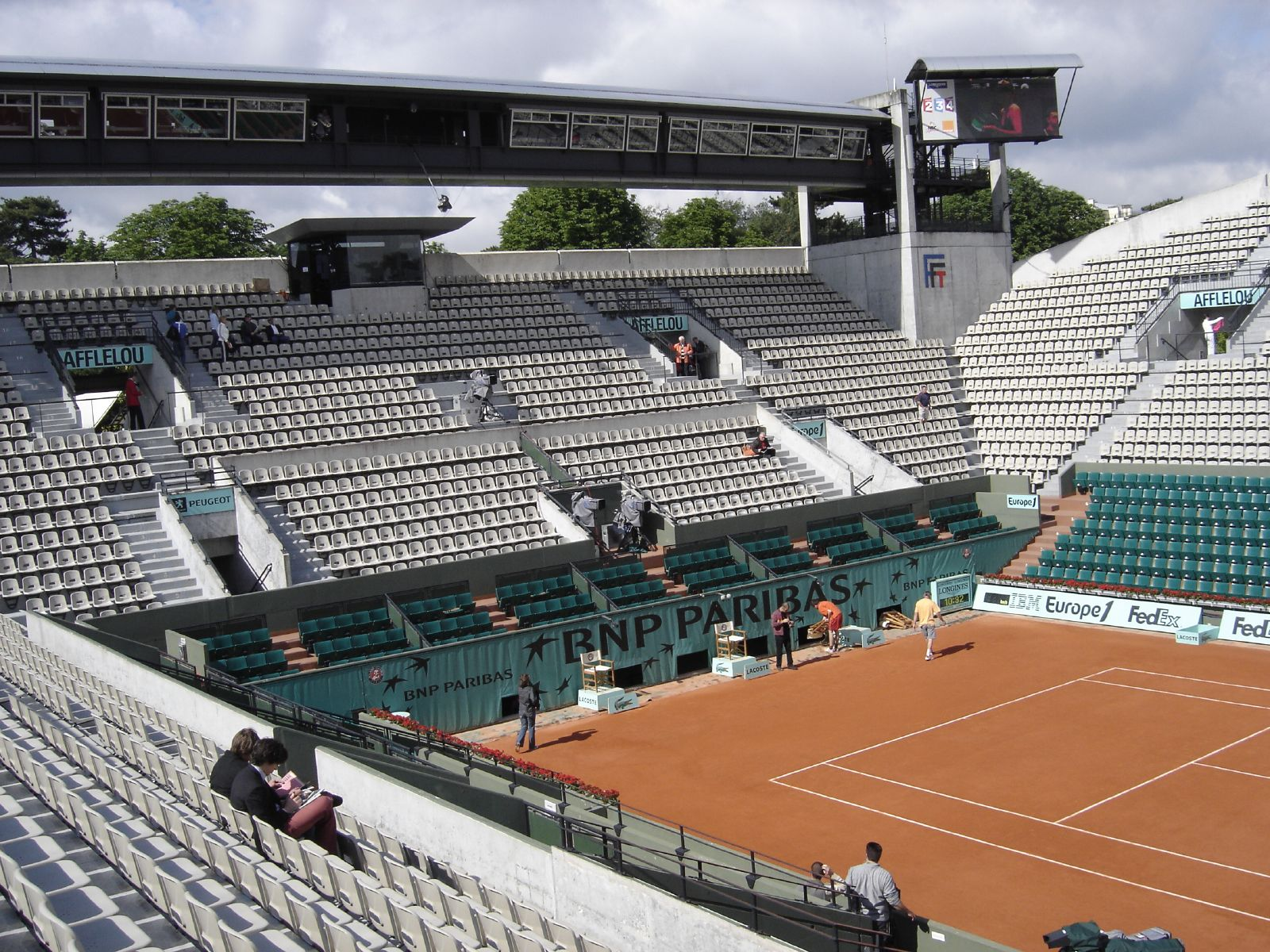
Il secondo centrale intitolato a Suzanne Lenglen.

Tutte le edizioni dal 1891 al 1967 furono gestite dalla Fédération française de tennis, e i giocatori professionisti non erano ammessi perché considerati non in linea con lo spirito sportivo. Allo stesso tempo questi organizzavano propri tornei professionisti come ad esempio il French Pro Championship che si disputò dal 1930 al 1968. Dopo la decisione di aprire ai tennisti professionisti il torneo di Parigi anche il Torneo di Wimbledon fece lo stesso. Questo diede inizio all'era open.
Nel 1968 la FFT organizzò la prima edizione degli Open di Francia, vale a dire, un torneo aperto sia ai dilettanti che ai professionisti. il Roland Garros, come venne anche chiamato per via della sua sede parigina, fu il primo dei quattro tornei del Grande Slam a diventare open.
Per la prima edizione dell'Open di Francia fu stanziato un montepremi totale di 100.000 franchi, mentre il montepremi complessivo dell'anno precedente non era superiore a 300.000 franchi. L'edizione del 1968 fu segnata anche dagli avvenimenti sociali e politici del maggio di quell'anno in Francia. Nonostante la violenza che si era diffusa nel quartiere latino il comitato organizzatore decise di disputare lo stesso il torneo. Gli avvenimenti del '68 e la mancanza di mezzi di trasporto scoraggiò i giocatori stranieri a venire a giocare nella capitale francese. Ci furono 31 teste di serie nel primo turno e tre giocatori preferirono andare a casa nel secondo turno. La finale si svolse il 10 giugno tra Ken Rosewall e Rod Laver. I due australiani si contesero il trofeo nel campo centrale. Rosewall vinse la finale in quattro set, e vinse anche il torneo di doppio maschile in coppia con Fred Stolle. Tra le donne Nancy Richey vinse il torneo di singolare dopo aver battuto in finale Ann Haydon Jones. Il primo Roland Garros "aperto" fu un successo per gli organizzatori del torneo. Con 120.000 spettatori, il torneo incassò 900.000 franchi di proventi, tre volte in più rispetto all'anno precedente.
L'anno seguente, nel 1969, Laver vinse il suo secondo titolo contro Rosewall. Nel 1970 Jan Kodeš pose fine alle vittorie australiane vincendo la coppa dei moschettieri dopo aver battuto in finale lo jugoslavo Željko Franulović. I giocatori provenienti dal Europa dell'Est andarono molto avanti nel torneo. Nel 1971 Kodeš vinse per la seconda volta contro il rumeno Ilie Năstase. Nel 1972 Andrés Gimeno batté il francese Patrick Proisy. Nel 1973 Năstase vinse il torneo del Roland Garros, battendo Nikki Pilic e divenne il numero uno del mondo della classifica ATP.
Dopo la vittoria nella prima edizione femminile dell'era open da parte della statunitense Nancy Richey, l'australiana Margaret Court segnò la storia del Roland Garros vincendo il torneo nuovamente per altre due volte nel 1969 e 1970 contro Ann Haydon Jones e Helga Masthoff. Due australiane raggiunsero la finale del Roland Garros nel 1971. Evonne Goolagong Cawley sconfisse Helen Gourlay Cawley vincendo il suo primo titolo. L'americana Billie Jean King batté Evonne Goolagong nel 1972. Il 21 maggio 1973 Margaret Smith Court vinse per l'ultima volta il singolare femminile del torneo contro la statunitense Chris Evert.

#### La supremazia svedese
La supremazia svedese ebbe inizio nel 1974 quando Björn Borg vinse il suo primo titolo del Grande Slam al Roland Garros. A 18 anni sconfisse in finale lo spagnolo Manuel Orantes in cinque set col punteggio di 2–6, 6–7, 6–0, 6–1, 6–1. Questo diede inizio all'era svedese. Borg vinse di nuovo l'anno successivo dopo aver battuto in finale l'argentino Guillermo Vilas. Nel 1976 Borg, dopo aver battuto il francese François Jauffret 10-8 nel quinto set negli ottavi, perse nei quarti di finale contro il futuro vincitore del torneo, Adriano Panatta. Panatta fu l'unico atleta a sconfiggere Borg al Roland Garros (anche alla sua prima apparizione parigina, nel 1973, lo svedese era stato battuto dall'italiano negli ottavi). Panatta vinse il titolo quell'anno battendo in finale Harold Solomon, che aveva sconfitto Raúl Ramírez e Guillermo Vilas. Questa vittoria è l'unica ottenuta da un tennista italiano al Roland Garros nell'era Open in campo maschile. Nel 1977 Guillermo Vilas batté l'americano Brian Gottfried per 6–0, 6–3, 6–0, lasciandogli solo tre game nella vittoria più netta in una finale del Roland Garros nell'era Open.
Nel 1978 in occasione del cinquantesimo anniversario della fondazione dello Stade Roland Garros, fu organizzata una cerimonia per celebrare i giocatori che avevano fatto la storia del torneo. Björn Borg conquistò per la terza volta la Coppa dei Moschettieri, consegnatagli da Henri Cochet, senza perdere un set, replicando il successo nel 1979, nel 1980 nuovamente senza perdere un set, e nel 1981.
Nel 1982 un altro svedese fu consacrato dalla terra di Parigi, Mats Wilander. In semifinale nonostante l'arbitro gli avesse attribuito il punto della vittoria, scelse incredibilmente di rigiocare il match-ball. Qualificatosi per la finale, batté Guillermo Vilas, che perse tre delle quattro finali che aveva giocato in otto anni. All'età di 17 anni e 9 mesi, Wilander dominò l'argentino 1-6, 7–6, 6–0, 6–4, vincendo il suo primo titolo importante della carriera.
Nella successiva edizione, Wilander raggiunse la finale confermando il suo talento. Il francese Yannick Noah dopo aver sconfitto Ivan Lendl nei quarti di finale e aver dominato in semifinale contro Christophe Roger-Vasselin raggiunse la finale contro Wilander, che si giocò il 5 giugno 1983 davanti a 18000 persone. Noah vinse contro Wilander, l'incontro si concluse al tie-break. Lo svedese dopo aver salvato un match point sul 6–2 capitolò nel tie-break a causa di un servizio troppo lungo. Noah divenne il primo giocatore di colore a vincere il torneo e l'ultimo vincitore francese del torneo. Durante la competizione adottò un gioco molto offensivo, diventando uno degli ultimi attaccanti vincitori del Roland Garros. Noah fu anche l'ultimo giocatore ad aver vinto con racchette di legno, abbandonate a partire dall'anno successivo.
Nel 1984 Ivan Lendl, finalista dell'edizione del 1981, vinse il suo primo torneo del Grande Slam, battendo John McEnroe rimontando uno svantaggio di due set, per 3-6, 2-6, 6–4, 7–5, 7–5, privandolo dell'unico titolo del Grande Slam mancante al suo palmarès. La finale del 1984 fu anche l'unica finale senza giocatori svedesi dal 1978. Nel doppio vinsero il torneo Noah e Leconte.
L'edizione del 1985 fu segnata dal ritorno al successo di Wilander, che prevalse contro il campione in carica Lendl. Jimmy Connors fu sconfitto quattro volte in semifinale tra il 1982 e il 1985. Lendl vinse il suo secondo Roland Garros l'anno successivo. Mikael Pernfors non riuscì a battere il ceco perdendo la finale. Ivan Lendl riuscì a vincere il suo terzo torneo del Grande Slam al Roland Garros nel 1987. In finale ebbe la meglio contro Wilander. Come Lendl, Wilander vinse il suo terzo Roland Garros, nel 1988, sconfiggendo l'ultimo finalista francese Leconte. Nel 1989 Michael Chang vinse il suo unico titolo Slam, dopo aver battuto in finale un altro svedese, Stefan Edberg, diventando il più giovane vincitore del torneo all'età di 17 anni e tre mesi, anche se la vittoria più sensazionale di quel torneo la firmò agli ottavi contro il pluricampione Slam, Ivan Lendl.
Tra la prima vittoria di Björn Borg nel 1974 e la finale di Stefan Edberg nel 1989 gli svedesi vinsero nove edizioni su sedici nell'arco di 15 anni. La vittoria di Wilander nel 1988 rimane l'ultima vittoria svedese al Roland Garros. Un altro svedese, Robin Söderling, raggiungerà la finale in due occasioni, nel 2009 e nel 2010, perdendo rispettivamente contro Roger Federer e Rafael Nadal. Söderling sarà inoltre uno dei tre giocatori (gli altri due sono Đoković e Alexander Zverev) ad aver battuto Rafael Nadal al Roland Garros, 14 volte vincitore del torneo.

#### Il dominio di Chris Evert e la rivalità con Martina Navrátilová

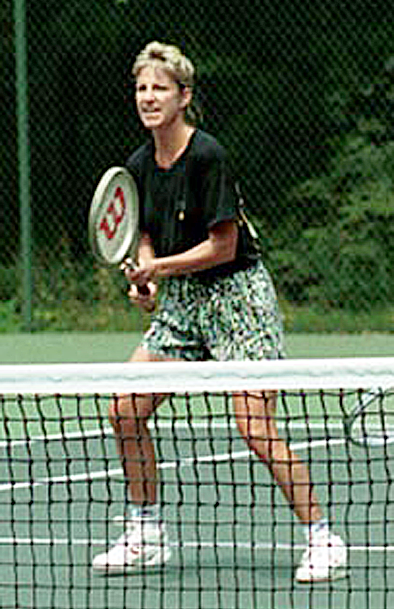
Chris Evert

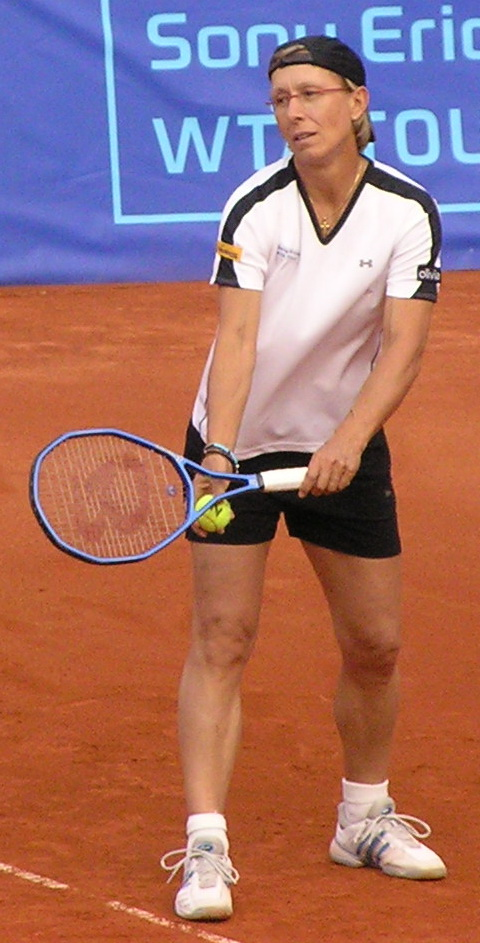
Martina Navrátilová, rivale di Chris Evert

Chris Evert fu finalista per la prima volta nel 1973 quando perse contro Margaret Court, che vinse il suo ultimo titolo al Roland Garros. Nel 1974 Evert vinse per la seconda volta dopo aver battuto in finale Ol'ga Morozova. La prima finale tra Evert e Martina Navrátilová ebbe luogo il 2 giugno 1975. Dopo aver perso il primo set, l'americana prevalse 2–6, 6–2, 6–1 Nel 1976 la britannica Sue Barker vinse contro Tomanova. Mima Jaušovec vinse il torneo nel 1977 contro Florența Mihai prima di essere ancora finalista l'anno successivo dove perse contro Virginia Ruzici. Evert ritornò al vertice nel 1979 dominando largamente Wendy Turnbull, prima di ripetere la sua performance nell'edizione successiva contro Virginia Ruzici. Nel 1981 Hana Mandlíková batté la tedesca Sylvia Hanika. Il 24 maggio 1982, Martina Navrátilová, sfortunata finalista nel 1975, vinse il suo primo Roland Garros, battendo Andrea Jaeger.
Evert vinse il torneo di nuovo nel 1983. Il secondo duello tra Evert e Navrátilová si giocò il 28 maggio 1984 con la prima che vinse l'incontro e il torneo. Nel 1985 e 1986 Evert dominò ancora la sua rivale. Martina Navrátilová, dopo aver perso tre finali contro Chris Evert, perse la quarta nel 1987 contro la tedesca Steffi Graf. Quest'ultima prevalse in tre set.
Evert detiene il record di sette vittorie totali nel singolare femminile. Tuttavia non partecipò al Roland Garros per tre anni (dal 1976 al 1978) a causa della sua partecipazione al campionato nazionale statunitense.

### Era moderna

#### Torneo maschile negli anni novanta
Nel 1990 Andrés Gómez divenne il primo ecuadoriano a vincere il torneo battendo Andre Agassi che perderà ancora una volta contro il suo connazionale Jim Courier nel 1991. Courier confermò il suo successo nel 1992 con un secondo trionfo. L'australiano mancò il terzo successo consecutivo nel 1993, contro Sergi Bruguera che si riconfermerà campione anche l'anno successivo. Nel 1995 Michael Chang raggiunse la finale per la seconda volta sulla terra rossa di Parigi, dopo la sua vittoria nel 1989, ma perse contro l'austriaco Thomas Muster. Nel 1996 Evgenij Kafel'nikov divenne il primo russo a vincere il Roland Garros. Questi si impose anche nel doppio maschile diventando così l'ultimo tennista a realizzare una doppietta in un torneo dello Slam.

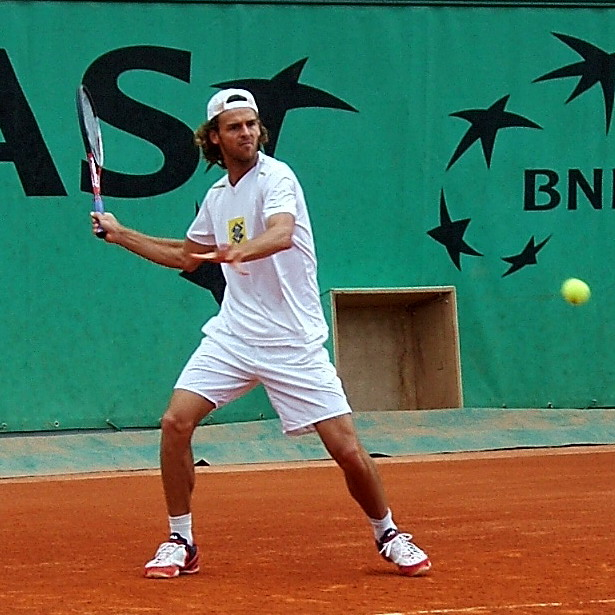
Gustavo Kuerten.

Nell'edizione del 1997 ci fu la rivelazione del brasiliano Gustavo Kuerten agli occhi del pubblico parigino. Anche se non era testa di serie e 66° nella classifica ATP, "Guga" sconfisse in finale il due volte vincitore Sergi Bruguera. Nel 1998 si disputò una finale tra due spagnoli Carlos Moyá e Àlex Corretja, dove prevalse il primo. Nel 1999, mentre la moglie Steffi Graf vinceva il torneo femminile, Andre Agassi, dopo aver fallito il successo nel 1990 e nel 1991, vinse lo Slam sulla terra rossa, ribaltando una brutta prestazione nei primi 2 set contro l'ucraino Andrij Medvedjev e vincendo 1–6, 2–6, 6–4, 6–3, 6–4 completando in tal modo il Career Grand slam, primo a farlo nel maschile in oltre 30 anni. Nel 2000 e nel 2001 vinse ancora il torneo Gustavo Kuerten.
La finale dell'edizione del 2002 fu di nuovo tra due giocatori spagnoli: Albert Costa vinse contro Juan Carlos Ferrero, che non fallì la conquista del titolo contro Martin Verkerk l'anno successivo. Ferrero vinse contro il potente servizio dell'olandese. Nel 2004 gli argentini Gastón Gaudio e Guillermo Coria si contesero il titolo in una finale molto dura che si concluse con il punteggio di 0–6, 3–6, 6–4, 6–1, 8–6 a favore del primo.

#### La rivalità tra Steffi Graf e Monica Seles

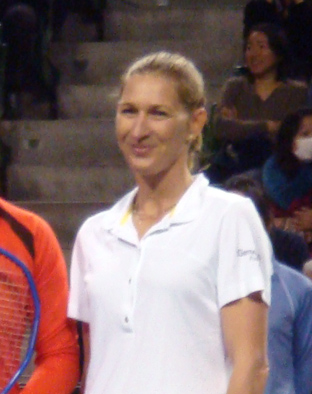
Steffi Graf, vincitrice di 6 edizioni del torneo.

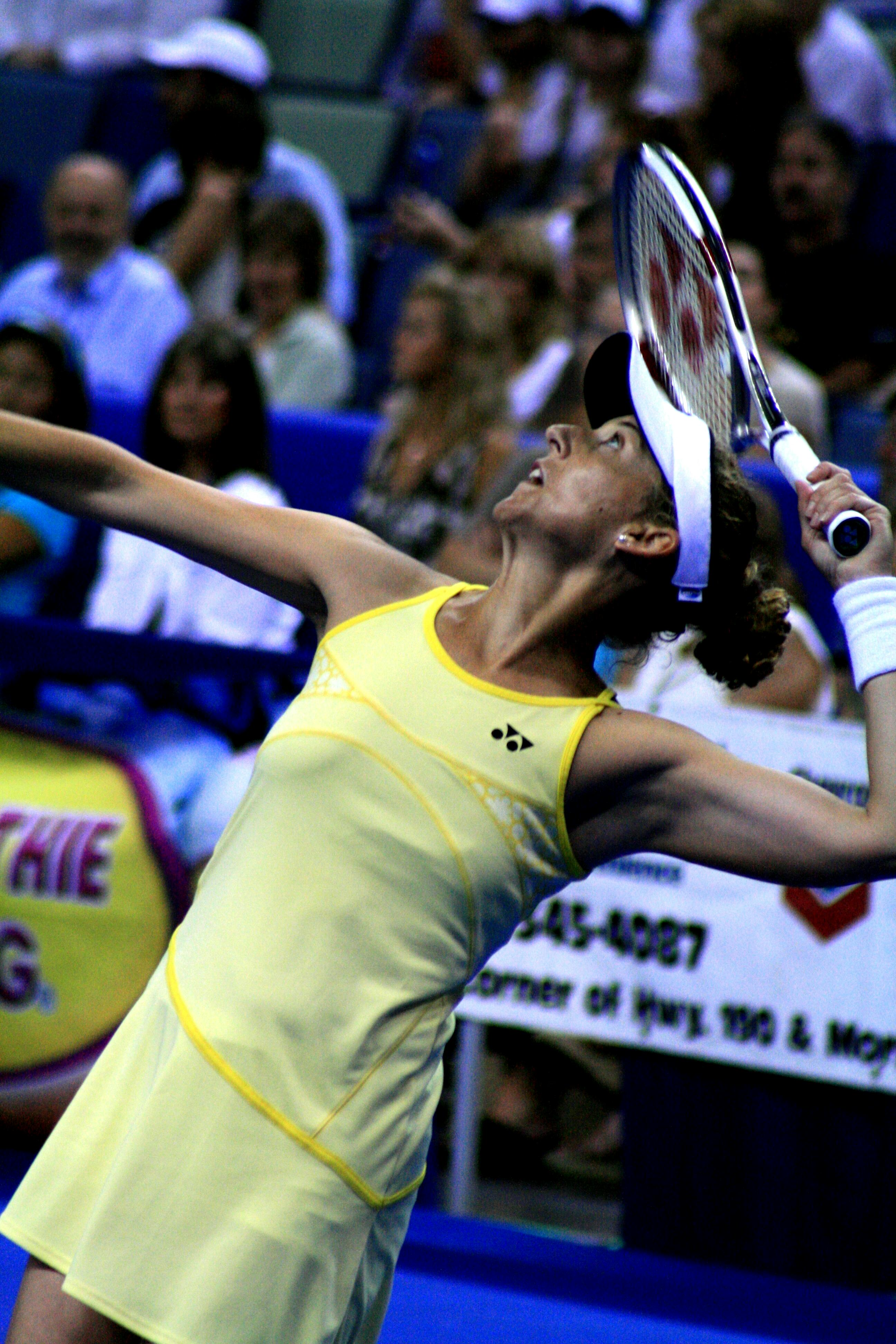
Monica Seles, grande protagonista del torneo prima del tragico accoltellamento del febbraio 1993

Il 23 maggio 1988 la tedesca Steffi Graf entra nella storia del torneo vincendolo per la seconda volta consecutiva e infliggendo una "bicicletta" a Nataša Zvereva, sconfitta con un doppio 6–0, 6–0 in una finale durata 32 minuti: la più breve di un torneo dello Slam e di ogni Slam. L'anno successivo Graf non riesce a difendere il titolo perché sconfitta in finale da Arantxa Sánchez. Nel 1990 Monica Seles sconfigge Graf che aveva raggiunto la sua quarta finale consecutiva, aggiudicandosi così il suo primo titolo del Grande Slam. Nel 1991 Seles sconfigge Arantxa Sánchez raggiungendo il piccolo slam. Il 25 maggio 1992 Seles batté nuovamente Graf. La prima aveva già conquistato l'Australian Open e sognava di realizzare il Grande Slam, (ma non vi riuscì perché perse la finale di Wimbledon contro la stessa Graf, nonostante poi vinse a Flushing Meadows). Dopo essere stata accoltellata ad Amburgo nell'aprile 1993 Seles sospende a 20 anni la sua carriera prima del Roland Garros successivo. Graf perde così la sua più grande rivale.
Nel 1993 Graf sconfigge Mary Joe Fernández ottenendo la sua quarta vittoria. Nel 1994 Mary Pierce raggiunge la finale del torneo, diventando la prima donna francese nell'era Open a riuscirci, ma perde contro la spagnola Arantxa Sánchez in tre set. Graf e Sánchez si affrontano due anni dopo la loro prima sfida che viene aggiudicata dalla tedesca. Nel 1997 la croata Iva Majoli batte la favorita Martina Hingis in due set. Nel 1998, dieci anni dopo la sua prima vittoria a Porte d'Auteuil, Arantxa Sánchez vince il torneo per la terza volta battendo una rientrante Seles in quella che sarà la sua ultima impresa in un torneo dello Slam. Il 24 maggio 1999 anche per Graf arriva, dodici anni dopo la prima vittoria, la sua ultima partecipazione allo Slam parigino, in una finale contro Hingis in cui vince il suo sesto ed ultimo titolo dell Roland Garros.

#### Il dominio di Nadal per due decenni

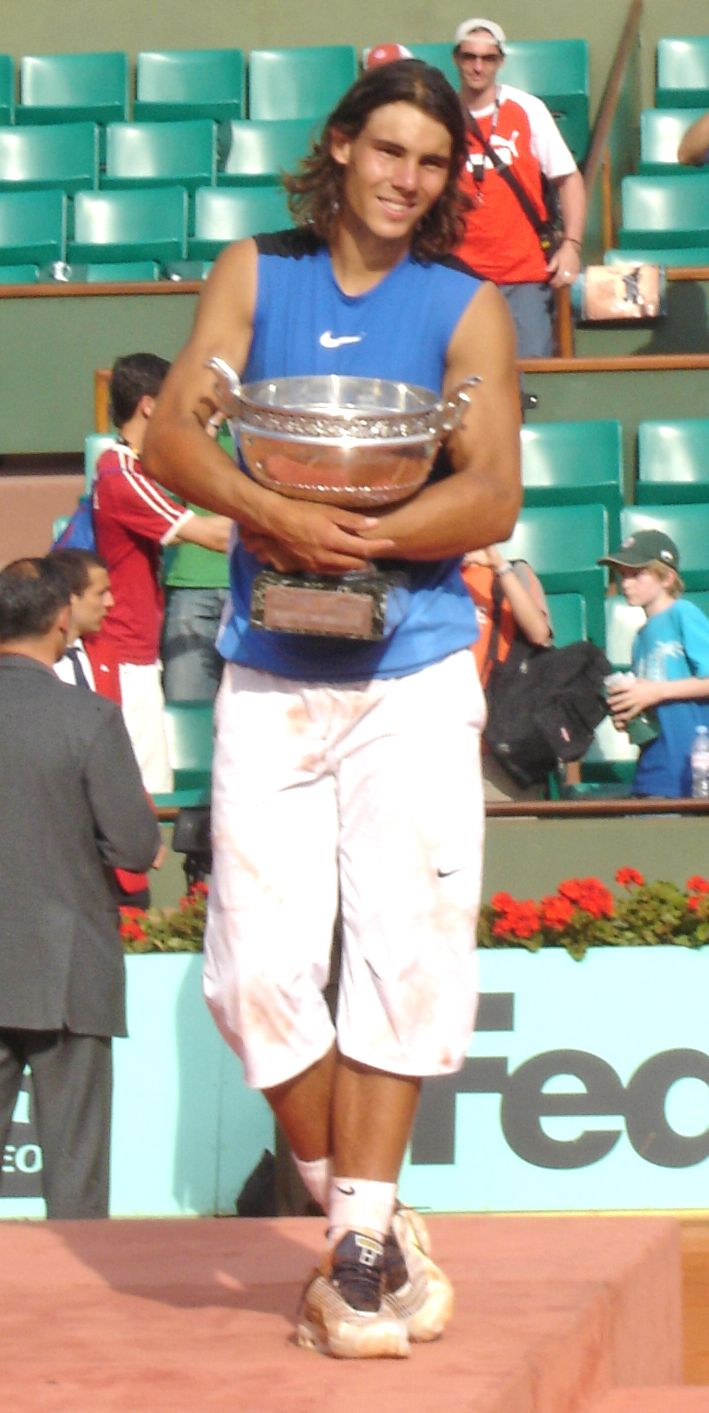
Rafael Nadal, dominatore del torneo dal 2005 al 2008.

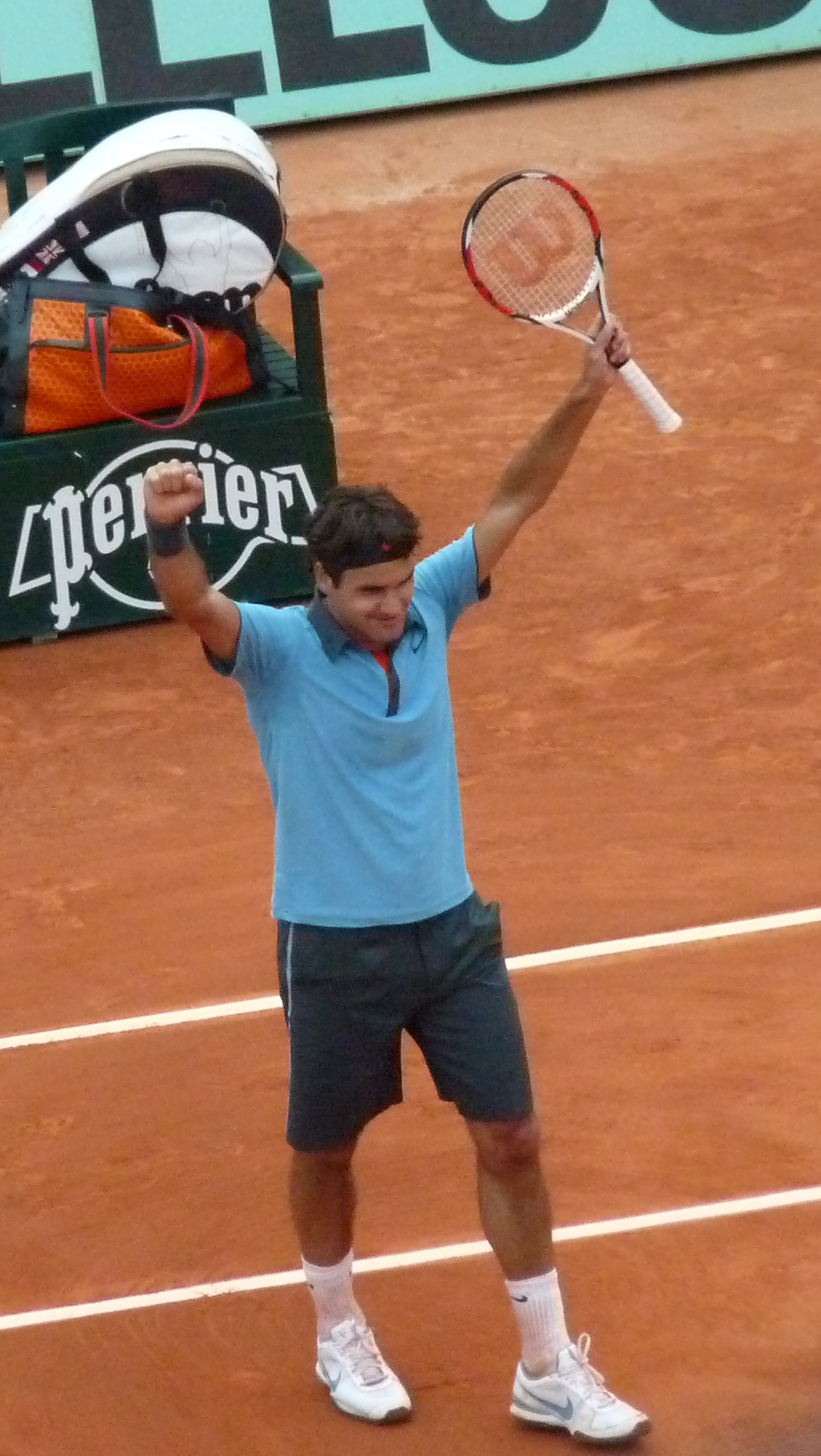
Roger Federer, vincitore nel 2009 dell'ultimo titolo dello Slam che gli mancava.

Rafael Nadal disputa per la prima volta il Roland Garros nel 2005. Alla sua prima apparizione vince il titolo contro l'argentino Mariano Puerta per 6(6)–7, 6–3, 6–1, 7–5. Nel 2006, 2007 e 2008, Nadal sconfigge sempre in finale il numero uno del mondo Roger Federer, che già nel 2005 aveva eliminato in semifinale, aggiudicandosi il titolo per quattro volte consecutive, ed eguagliando il record di Björn Borg. Nel 2009 tuttavia Federer riesce a vincere l'unico titolo del Grande Slam che gli manca. Sconfigge infatti in finale la sorpresa del torneo, lo svedese Robin Söderling, che aveva eliminato Nadal nel quarto turno, ponendo fine alla serie di 31 vittorie consecutive dello spagnolo. L'anno successivo la situazione si ripete a parti invertite: Federer viene eliminato da Soderling ai quarti di finale, e Nadal sconfigge lo svedese in finale in un match a senso unico terminato 6–4, 6–2, 6–4. Lo spagnolo si riprende la Coppa dei Moschettieri, aggiudicandosi il suo quinto titolo parigino.
Nel 2011 Rafa Nadal ottiene il sesto successo al Roland Garros, il decimo in un torneo dello Slam, aggiudicandosi in finale la sfida contro Federer e confermandosi il n.1 del ranking mondiale. Nel 2012 Rafael Nadal vince il suo settimo Roland Garros, aggiudicandosi la sfida contro Novak Đoković. Nel 2013 vince l'ottavo titolo parigino, battendo in finale il connazionale David Ferrer; non solo è l'unico giocatore ad aver vinto otto volte il Roland Garros, ma anche l'unico ad aver vinto otto volte lo stesso Slam, superando Federer e Pete Sampras entrambi fermi a 7 Wimbledon. Nel 2014 la storia non cambia e Nadal conquista il nono titolo Slam di Parigi su Đoković come due anni prima, portando a trentacinque la serie di match vinti consecutivamente.
Il torneo, e con esso il Career Grand Slam, rimangono difficili da realizzare per Đoković nel 2015, sebbene abbia il favore dei pronostici e il vantaggio di essere il numero uno in classifica ATP: dopo essere riuscito a battere Nadal in tre set ai quarti di finale (seconda sconfitta su 70 partite per lo spagnolo nel torneo), il serbo si deve arrendere in finale ad un brillante Stan Wawrinka, che si impone con il suo potente rovescio in quattro set. L'anno seguente Djokovic riesce finalmente a conquistare il torneo, superando in finale Andy Murray e conquistando oltre al Career Grand Slam anche il piccolo Slam avendo vinto tutti e quattro i Major tra 2015 e 2016. L'11 giugno 2017 Nadal supera un'ulteriore volta il suo record, vincendo il torneo per la decima volta battendo Wawrinka in tre set. Ripete il successo nel 2018 sconfiggendo Dominic Thiem, portando così a undici il conto dei trofei parigini alzati in carriera. Nel 2019 si ha nuovamente una finale tra Nadal e Thiem, ed è nuovamente il maiorchino ad avere la meglio. Nadal vince anche nel 2020, nell'edizione svoltasi al di fuori del calendario abituale, in autunno, per via della pandemia di covid-19, e anche allora supera Đoković. Con la vittoria in finale il maiorchino raggiunge quota venti slam in carriera e 100 vittorie nel torneo (su 102 partite disputate). Nel 2021 Nadal è ancora il principale favorito, ma viene battuto da Đoković in semifinale; il serbo vince il torneo sconfiggendo in finale il greco Tsitsipas. Nel 2022 Nadal si riscatta e battendo lungo il percorso quattro top-ten arriva in finale dove affronta il norvegese Ruud. Lo spagnolo domina l'incontro vincendo il 14º Roland Garros e il suo 22º Slam.

#### Anni duemila: le vittorie di Justine Henin

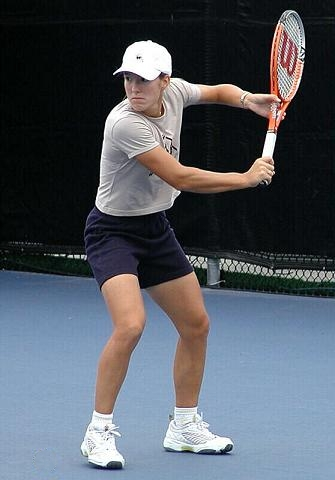
Justine Henin.

Per l'ultima edizione del ventesimo secolo, il 29 maggio 2000, Mary Pierce dà alla Francia il suo primo titolo nel torneo parigino del singolare femminile nell'Era Open battendo Conchita Martínez col punteggio di 6–2, 7–5. Nel 2001 l'americana Jennifer Capriati sconfigge in finale la belga Kim Clijsters. La finale del 2002 è la prima tra due sorelle, Serena Williams e Venus Williams, che si conclude con la vittoria della prima per 7–5, 6–3. Nel 2003 la finale è tutta belga tra Justine Henin e Kim Clijsters, con Henin che vince il suo primo torneo al Roland Garros. Dopo la finale americana del 2002 e quella belga del 2003, la finale del 2004 è tutta russa con Anastasija Myskina che batte Elena Dement'eva, diventando la prima russa a vincere un titolo Slam. Nel 2005, 2006 e 2007 Justine Henin vince il torneo contro rispettivamente Mary Pierce, alla sua terza e ultima finale, Svetlana Kuznecova e Ana Ivanović. Henin si ritira prima degli Open di Francia 2008, conquistati dall'ultima finalista Ivanović contro la russa Dinara Safina. Nel 2009 la russa perde di nuovo in finale, questa volta contro la connazionale Svetlana Kuznecova.

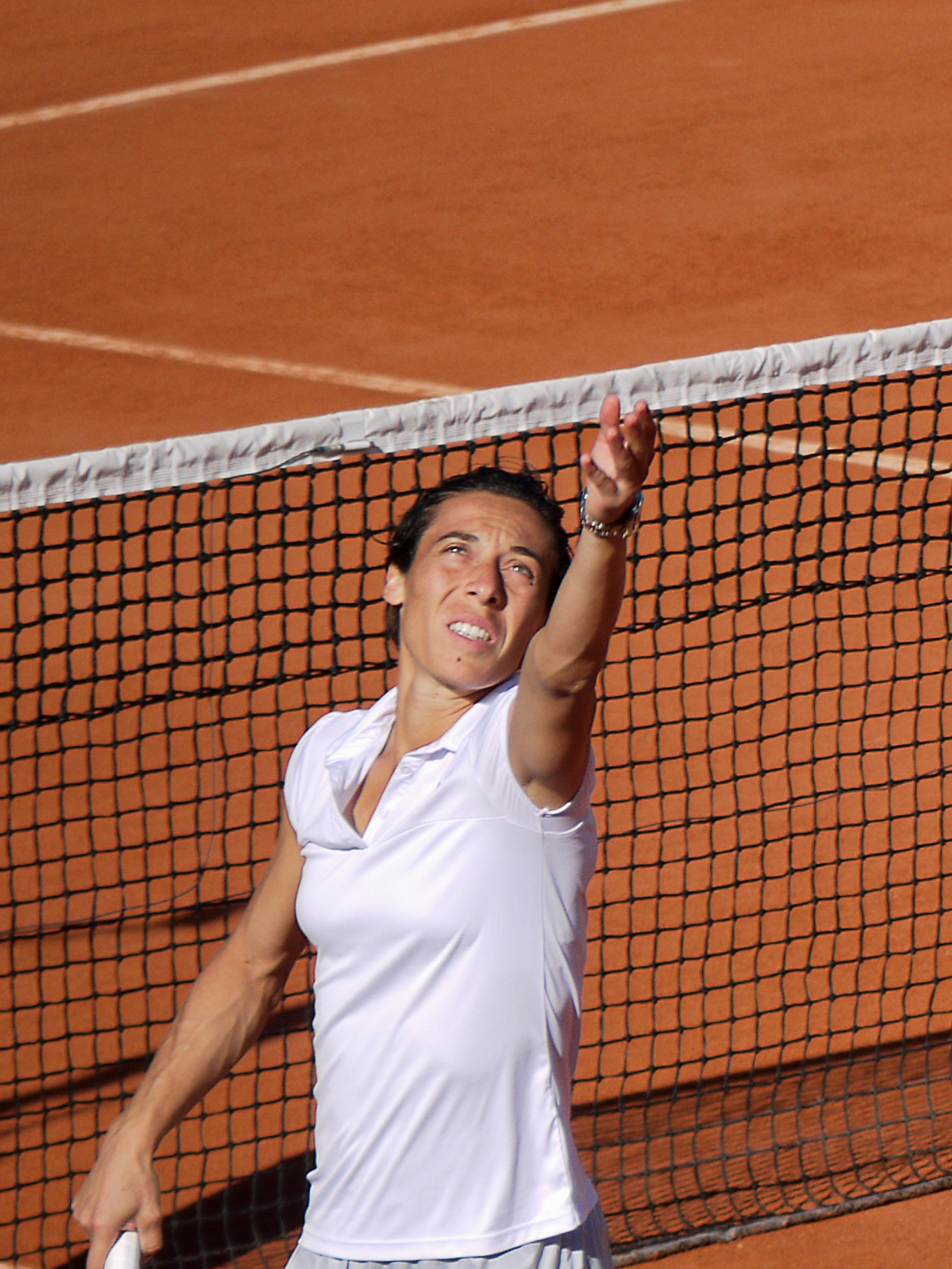
Francesca Schiavone campionessa nel 2010 e finalista nel 2011

Nel 2010 Francesca Schiavone diventa la prima italiana a raggiungere la finale di un torneo del Grande Slam e a vincerlo, battendo il 5 giugno l'australiana Samantha Stosur.

#### 2011-2019: dai successi di Williams e Sharapova alla fase di transizione
Nel 2011 Schiavone raggiunge la sua seconda finale Slam, ma la cinese Li Na le nega il doppio successo diventando anche lei la prima donna del suo paese a vincere un titolo Slam. Nel 2012 un'altra tennista italiana, Sara Errani, riesce a sorpresa ad approdare alla finale dello slam parigino, si deve però arrendere a Marija Šarapova, che realizza il Career Grand Slam. Errani si consolerà con il titolo di doppio vinto insieme alla connazionale Roberta Vinci.
Nel 2013 la statunitense Serena Williams vince il torneo (seconda vittoria a Parigi dopo quella del 2002) battendo in finale Sharapova. Nel 2014 la russa si rifà della sconfitta dell'annata precedente vincendo il titolo contro la romena Simona Halep. Nel 2015 Serena Williams torna alla vittoria a Parigi, per la terza ed ultima volta, piegando in finale Lucie Šafářová in tre set e toccando grazie ad esso quota 20 titoli Slam nel suo palmares. Nel 2016 la Williams torna nuovamente in finale, perdendo tuttavia contro pronostico da Garbiñe Muguruza in due set, che sancisce l'inizio di una varietà di vincitrici negli anni seguenti. Nel 2017 Jeļena Ostapenko, grazie ad un gioco altamente aggressivo con un numero di vincenti pari solo al numero di errori in finale, conquista il titolo in modo sorprendente su Simona Halep in tre set. Nel 2018 Halep, alla sua terza finale, riesce a conquistare il titolo battendo Sloane Stephens. Nel 2019 arriva invece il successo di Ashleigh Barty su Markéta Vondroušová in una finale e l'intera edizione caratterizzata dalla pioggia.

#### Il post-Nadal
Nel 2023 Nadal non partecipa per infortunio e Novak Đoković dopo aver battuto in finale il norvegese Ruud per 7–6(5), 6–3, 7–5, vince il Roland Garros per la terza volta, superando Nadal nel conteggio totale dei Major, grazie al suo 23º Slam (record del circuito ATP). Nel 2024 e 2025 Alcaraz si aggiudica il titolo battendo in finale rispettivamente il tedesco Alexander Zverev, e l'anno seguente Sinner nella finale più lunga di Parigi, 5 ore e 29 minuti, con il punteggio di 4–6, 6(4)–7, 6–4, 7–6(3), 7–6(2).

#### Era di Iga Swiatek
La finale dello Slam nell'edizione del 2020, spostata in autunno a causa pandemia di covid-19, vede affermarsi la polacca Iga Świątek sulla statunitense Sofia Kenin, conquistando il primo Major in singolare per la Polonia. Il 2021 invece è l'anno della ceca Barbora Krejcikova a Parigi, con la conquista del titolo sia in singolare contro Anastasija Pavljučenkova che in doppio insieme a Katerina Siniakova, la prima a riuscirci da Mary Pierce nel 2000. Nelle tre edizioni successive, del 2022, 2023, e 2024, Swiatek impone il suo dominio sulla terra rossa battendo rispettivamente la statunitense Coco Gauff, a cui lascia quattro giochi, la ceca Karolina Muchova, l'unica a riuscire ad impegnarla in tre set, e l'italiana Jasmine Paolini, a cui di giochi ne lascia solo tre, portando a quattro il numero totale di vittorie dello Slam su terra. Il record di Swiatek al Roland Garros nel quinquennio 2020-2024 è di 32 partite vinte e 1 persa (contro Maria Sakkari nei quarti di finale dell'edizione 2021). Nel 2025 l'americana Gauff prevale in tre set sulla n° 1 del ranking, Sabalenka.

## Superficie di gioco
Il Roland Garros si gioca sulla terra rossa, una superficie di gioco che è caratterizzata da rimbalzi più alti rispetto ai campi in erba, cemento e sintetico. Queste caratteristiche specifiche hanno creato una categoria di atleti specializzati e messo in difficoltà grandi campioni a proprio agio su terreni più veloci. Ad esempio Pete Sampras, vincitore di 14 tornei dello Slam in singolare, non ha mai trionfato a Parigi e come lui non ci sono riusciti altri grandi tennisti come John McEnroe e Jimmy Connors. Al contrario è stato vinto da giocatori come Gustavo Kuerten, Juan Carlos Ferrero e l'italiano Adriano Panatta, mai primi in altri tornei dello Slam.
La superficie molto lenta e l'assenza del tie-break nell'ultimo set hanno portato storicamente a incontri molto lunghi dalla durata di diverse ore, che potevano concludersi con punteggi molto elevati. È il caso dell'incontro tra Fabrice Santoro e Arnaud Clément, disputato il 25 maggio 2004, concluso con la vittoria del primo per 6-4, 6-3, 6-7, 3-6, 16-14 e terminato dopo 6 ore e 34 minuti di gioco, anche se giocato in due giorni, causa la sospensione per oscurità.

## Organizzazione
Le partite del torneo si svolgono al meglio dei 5 set per gli uomini e al meglio dei 3 set per le donne.
Lo stadio centrale della struttura tennistica, lo Stadio Philippe Chatrier, può ospitare 16.000 spettatori tutti seduti.
Si disputano tornei per professionisti, juniores, veterani tra 35 e 45 anni d'età; le donne partecipano in tutte le categorie, ma il torneo di singolare dei veterani oltre i 45 anni d'età è limitato agli uomini.

## Montepremi e punti per il ranking
Nel 2016, il montepremi del torneo era di 32 017 500 €. I montepremi e i punti sono suddivisi nei seguenti modi:
| Event        | Event       | V           | F           | SF        | QF        | 4T        | 3T        | 2T       | 1T       |
| Singolare    | Punti (M/F) | 2000        | 1200 / 1300 | 720 / 780 | 360 / 430 | 180 / 240 | 90 / 130  | 45 / 70  | 10/10    |
| Singolare    | Montepremi  | 2 000 000 € | 1 000 000 € | 500 000 € | 294 000 € | 173 000 € | 102 000 € | 60 000 € | 30 000 € |
| Doppio       | Punti (M/F) | 2000        | 1200 / 1300 | 720 / 780 | 360 / 430 | 180 / 240 | 90 / 130  | -        | -        |
| Doppio       | Montepremi* | 500 000 €   | 250 000 €   | 125 000 € | 68 000 €  | 37 000 €  | 19 000 €  | 9 500 €  | -        |
| Doppio misto | Punti       | NA          | NA          | NA        | NA        | -         | -         | NA       | NA       |
| Doppio misto | Montepremi* | 110 000 €   | 55 500 €    | 27 750 €  | 14 000 €  | -         | -         | 7 500 €  | 3 750 €  |

* per coppia

## Vincitori
- Singolare maschile - Coppa dei Moschettieri
- Singolare femminile - Coppa Suzanne Lenglen
- Doppio maschile - Coppa Jacques Brugnon
- Doppio femminile - Coppa Simonne Mathieu
- Doppio misto - Coppa Marcel Bernard
- Torneo juniores

Rappresentazione schematica della Coppa dei Moschettieri.
Rappresentazione schematica della Coppa Suzanne Lenglen.

### Tennisti più vittoriosi

#### Uomini (dal 1925)
| Nome            | Vittorie | Primo titolo |
| --------------- | -------- | ------------ |
| Rafael Nadal    | 14       | 2005         |
| Björn Borg      | 6        | 1974         |
| Henri Cochet    | 4        | 1926         |
| René Lacoste    | 3        | 1925         |
| Mats Wilander   | 3        | 1982         |
| Ivan Lendl      | 3        | 1984         |
| Gustavo Kuerten | 3        | 1997         |
| Novak Đoković   | 3        | 2016         |

### Vittorie per Paese
Aggiornato all'edizione 2025.
| Pos. | Paese         | Vittorie |
| ---- | ------------- | -------- |
| 1    | Francia       | 38       |
| 2    | Spagna        | 24       |
| 3    | Australia     | 11       |
| 3    | Stati Uniti   | 11       |
| 5    | Svezia        | 10       |
| 6    | Rep. Ceca     | 5        |
| 7    | Germania      | 3        |
| 7    | Italia        | 3        |
| 7    | Brasile       | 3        |
| 7    | Serbia        | 3        |
| 11   | Gran Bretagna | 2        |
| 11   | Egitto        | 2        |
| 11   | Argentina     | 2        |
| 11   | Svizzera      | 2        |
| 15   | Ungheria      | 1        |
| 15   | Romania       | 1        |
| 15   | Ecuador       | 1        |
| 15   | Austria       | 1        |
| 15   | Russia        | 1        |

#### Donne (dal 1925)
| Nome                    | Vittorie | Primo titolo |
| ----------------------- | -------- | ------------ |
| Chris Evert             | 7        | 1974         |
| Steffi Graf             | 6        | 1987         |
| Margaret Smith Court    | 5        | 1962         |
| Helen Wills Moody       | 4        | 1928         |
| Justine Henin           | 4        | 2003         |
| Iga Świątek             | 4        | 2020         |
| Hilde Sperling          | 3        | 1935         |
| Arantxa Sánchez Vicario | 3        | 1989         |
| Monica Seles            | 3        | 1990         |
| Serena Williams         | 3        | 2002         |

### Vittorie per Paese
Aggiornato all'edizione 2025.
| Pos. | Paese         | Vittorie |
| ---- | ------------- | -------- |
| 1    | Francia       | 30       |
| 1    | Stati Uniti   | 30       |
| 3    | Germania      | 10       |
| 4    | Australia     | 9        |
| 5    | Gran Bretagna | 8        |
| 6    | Jugoslavia    | 4        |
| 6    | Belgio        | 4        |
| 6    | Russia        | 4        |
| 6    | Polonia       | 4        |
| 6    | Spagna        | 4        |
| 11   | Romania       | 2        |
| 11   | Rep. Ceca     | 2        |
| 13   | Paesi Bassi   | 1        |
| 13   | Ungheria      | 1        |
| 13   | Croazia       | 1        |
| 13   | Serbia        | 1        |
| 13   | Italia        | 1        |
| 13   | Cina          | 1        |
| 13   | Lettonia      | 1        |

## Record
| Record                                                       | Periodo         | Giocatore(i)                                               | Numero                                                  | Anni in cui ha(nno) vinto                                                                                         |
| ------------------------------------------------------------ | --------------- | ---------------------------------------------------------- | ------------------------------------------------------- | --- |
| Uomini dal 1891                                              |                 |                                                            |                                                         | |
| Maggior numero di titoli in singolare maschile               | Prima del 1968: | Max Décugis                                                | 8                                                       | 1903-1904, 1907-1909, 1912-1914                                                                                   |
| Maggior numero di titoli in singolare maschile               | Dopo il 1968:   | Rafael Nadal                                               | 14                                                      | 2005-2008, 2010-2014, 2017-2020, 2022                                                                             |
| Maggior numero di titoli consecutivi nel singolare maschile  | Prima del 1968: | Max Décugis                                                | 3                                                       | 1907-1909, 1912-1914                                                                                              |
| Maggior numero di titoli consecutivi nel singolare maschile  | Dopo il 1968:   | Rafael Nadal                                               | 5                                                       | 2010-2014 |
| Maggior numero di titoli non consecutivi nel doppio maschile | Prima del 1968: | Max Décugis                                                | 14                                                      | 1902-1914, 1920                                                                                                   |
| Maggior numero di titoli non consecutivi nel doppio maschile | Prima del 1968: | Roy Emerson                                                | 6                                                       | 1960, 1962 con Neale Fraser 1961 con Rod Laver 1963 con Manuel Santana 1964 con Ken Fletcher 1965 con Fred Stolle |
| Maggior numero di titoli non consecutivi nel doppio maschile | Dopo il 1968:   | Paul Haarhuis Evgenij Kafel'nikov                          | 3                                                       | 1995, 1998 con Jacco Eltingh 2002 con Evgenij Kafel'nikov 1996-1997 con Daniel Vacek 2002 con Paul Haarhuis       |
| Maggior numero di titoli consecutivi nel doppio maschile     | Prima del 1968: | Max Décugis                                                | 13                                                      | 1902-1914 |
| Maggior numero di titoli consecutivi nel doppio maschile     | Prima del 1968: | Roy Emerson                                                | 6                                                       | 1960-1965 |
| Maggior numero di titoli di doppio misto - Uomini            | Prima del 1968: | Max Décugis                                                | 7                                                       | 1904-1906, 1908-1909, 1914, 1920 con Suzanne Lenglen                                                              |
| Maggior numero di titoli di doppio misto - Uomini            | Dopo il 1968:   | Jean-Claude Barclay                                        | 3                                                       | 1968, 1971, 1973 con Françoise Dürr                                                                               |
| Più tornei (totale: singolare, doppio, misto) - Uomini       | Prima del 1968: | Max Décugis                                                | 29                                                      | 1902-1920 (8 singolare, 14 doppio, 7 misto)                                                                       |
| Più tornei (totale: singolare, doppio, misto) - Uomini       | Dopo il 1968:   | Rafael Nadal                                               | 14                                                      | 2005-2008, 2010-2014, 2017-2020, 2022 (singolare)                                                                 |
| Donne dal 1897                                               |                 |                                                            |                                                         | |
| Maggior numero di titoli in singolare femminile              | Prima del 1968: | Suzanne Lenglen                                            | 6                                                       | 1920, 1921, 1922, 1923, 1925, 1926                                                                                |
| Maggior numero di titoli in singolare femminile              | Dopo il 1968:   | Chris Evert                                                | 7                                                       | 1974-1975, 1979-1980, 1983, 1985-1986                                                                             |
| Maggior numero di titoli consecutivi nel singolare femminile | Prima del 1968: | Suzanne Lenglen                                            | 4                                                       | 1920-1923 |
| Maggior numero di titoli consecutivi nel singolare femminile | Dopo il 1968:   | Monica Seles Justine Henin Iga Świątek                     | 3                                                       | 1990-1992 2005-2007 2022-2024                                                                                     |
| Maggior numero di titoli nel doppio femminile                | Prima del 1968: | Simonne Mathieu                                            | 6                                                       | 1933-1934 con Elizabeth Ryan 1936-1938 con Billie Yorke 1939 con Jadwiga Jędrzejowska                             |
| Maggior numero di titoli nel doppio femminile                | Dopo il 1968:   | / Martina Navrátilová                                      | 7                                                       | 1975 con Chris Evert 1982 con Anne Smith 1984-1985, 1987-1988 con Pam Shriver 1986 con Andrea Temesvári           |
| Maggior numero di titoli consecutivi nel doppio femminile    | Prima del 1968: | Françoise Dürr                                             | 5                                                       | 1967-1971 |
| Maggior numero di titoli consecutivi nel doppio femminile    | Dopo il 1968:   | / Martina Navrátilová / Gigi Fernández                     | 5                                                       | 1984-1985, 1987-1988 con Pam Shriver 1986 con Andrea Temesvári 1991 con Jana Novotná 1992-1995 con Nataša Zvereva |
| Maggior numero di titoli di doppio misto - Donne             | Prima del 1968: | Suzanne Lenglen                                            | 7                                                       | 1914, 1920 con Max Décugis 1921, 1922, 1923, 1925, 1926 con Jacques Brugnon                                       |
| Maggior numero di titoli di doppio misto - Donne             | Dopo il 1968:   | Françoise Dürr                                             | 3                                                       | 1968, 1971, 1973 con Jean-Claude Barclay                                                                          |
| Più tornei (totale: singolare, doppio, misto) - Donne        | Prima del 1968: | Suzanne Lenglen                                            | 15                                                      | 1919-1926 (6 singolare, 2 doppio, 7 misto)                                                                        |
| Più tornei (totale: singolare, doppio, misto) - Donne        | Dopo il 1968:   | / Martina Navrátilová                                      | 11                                                      | 1974-1988 (2 singolare, 7 doppio, 2 misto)                                                                        |
| Vari                                                         |                 |                                                            |                                                         | |
| Maggior numero di vittorie consecutive negli incontri        | Uomini          | Rafael Nadal                                               | 35                                                      | 2010-2014 |
| Maggior numero di vittorie consecutive negli incontri        | Donne:          | Chris Evert                                                | 28                                                      | 1974, 1975, 1979, 1980                                                                                            |
| I vincitori più giovani                                      | Uomini:         | Michael Chang (17 anni e 3 mesi)                           | Michael Chang (17 anni e 3 mesi)                        | 1989 |
| I vincitori più giovani                                      | Donne:          | Monica Seles (16 anni e 6 mesi)                            | Monica Seles (16 anni e 6 mesi)                         | 1990 |
| I vincitori più vecchi                                       | Uomini:         | Rafael Nadal (36 anni)                                     | Rafael Nadal (36 anni)                                  | 2022 |
| I vincitori più vecchi                                       | Donne:          | Zsuzsa Körmöczy (33 anni)                                  | Zsuzsa Körmöczy (33 anni)                               | 1958 |
| Vincitori non testa di serie                                 | Uomini:         | Marcel Bernard Mats Wilander Gustavo Kuerten Gastón Gaudio | 1946 1982 1997 2004                                     | 1946 1982 1997 2004                                                                                               |
| Vincitori non testa di serie                                 | Donne:          | Margaret Scriven Jeļena Ostapenko                          | 1933 2017                                               | 1933 2017 |
| Match più lungo                                              | Uomini:         | Fabrice Santoro - Arnaud Clément (6 ore e 33 minuti)       | Fabrice Santoro - Arnaud Clément (6 ore e 33 minuti)    | 2004 |
| Match più lungo                                              | Donne:          | Virginie Buisson - Noëlle van Lottum (4 ore e 7 minuti)    | Virginie Buisson - Noëlle van Lottum (4 ore e 7 minuti) | 1995 |